# BEAST 2
BEAST 2 es un programa multiplataforma para el análisis bayesiano de secuencias moleculares. Mediante MCMC, estima filogenias enraizadas y datadas usando una variedad de modelos de sustitución y de reloj, y diversos priors de árbol. Hay una herramienta asociada, llamada BEAUTi, para configurar análisis estándar (los cuales se especifican mediante XML). BEAST 2 es una reescritura completa del programa BEAST anterior  (que aún se desarrolla activamente y recientemente ha sido renombrado BEASTX). Una característica notable de BEAST 2 es el sistema de empaquetado, que ha simplificado el proceso de implementar modelos novedosos.
Taming the BEAST es un recurso impulsado por la comunidad que tiene como objetivo enseñar el uso de BEAST 2 y otros programas filogenéticos relacionados.

## BEAUti
«BEAUti», sigla de Bayesian Evolutionary Analysis Utility, es un entorno gráfico que simplifica la creación de los archivos de entrada para BEAST 2. Mediante formularios intuitivos, el usuario puede:
- Cargar los datos que analizará.
- Elegir el modelo de sustitución (o de evolución molecular) y asignar distribuciones previas a cada parámetro.
- Configurar la inferencia bayesiana con MCMC, indicando cuántas iteraciones tendrá la cadena y cada cuántos ciclos se guardará una muestra.

Con esta interfaz todo el proceso resulta mucho más ágil, pues evita la edición manual de los complejos archivos XML que BEAST 2 requiere para ejecutarse.
BEAUti permite a los usuarios instalar y gestionar fácilmente distintos paquetes, como modelos de evolución molecular o modelos coalescentes. Estos paquetes se pueden instalar directamente desde BEAUti. Esto facilita añadir nueva funcionalidad al análisis sin necesidad de descargar e instalar los paquetes manualmente.

## CBAN
La Comprehensive BEAST Archive Network (CBAN) es el repositorio oficial de paquetes de BEAST 2. Los paquetes en CBAN pueden instalarse mediante BEAUti directamente desde el primer momento.

## LinguaPhylo
Un proyecto relacionado es LinguaPhylo (LPhy). LPhy es un lenguaje de programación probabilístico diseñado para definir análisis filogenéticos, con una sintaxis similar a la de OpenBUGS . Este lenguaje permite generar archivos XML para BEAST 2 (y especificaciones de modelos compatibles con otros paquetes filogenéticos) sin necesidad de escribir el XML manualmente.

## MASTER/remaster
Un paquete particularmente importante en el ecosistema de BEAST 2 es remaster (antes MASTER[2]). Remaster es una herramienta para simular trayectorias poblacionales y filogenias a partir de modelos de nacimiento-muerte y coalescentes. Se utiliza en estudios de simulación para validar nuevas metodologías.